# Trnovo (Republika Srpska)
Trnovo (in serbo Трново) è un comune della Republika Srpska con 1.018 abitanti al censimento 2013, in prevalenza serbi, facente parte della città di Istočno Sarajevo.
Trnovo si trova a sud di Sarajevo, lungo la strada M-18 Sarajevo-Trnovo-Foča-Trebinje. È stato costituito in seguito agli Accordi di Dayton da due parti non contigue che comprendono circa un terzo del vecchio comune prebellico di Trnovo, rimasto per la maggior parte all'interno della Federazione di Bosnia ed Erzegovina (Trnovo (FBiH)).
Trnovo è circondato dai monti Jahorina, Bjelašnica e Treskavica, che furono sede delle Olimpiadi invernali 1984, ed è attraversato dal fiume Željeznica, che si ricongiunge alla Bosna a Sarajevo.

## Insediamenti
Bašci • Bistročaj • Bogatići • Boljanovići • Divčići • Donja Presjenica • Godinja • Govedovići • Grab • Gračanica • Ilovice • Jablanica • Kijevo • Klanac • Kozija Luka • Milje • Podivič • Rajski Do • Slavljevići • Tošići • Trnovo • Turovi • Ulobići • Vrbovnik • Zabojska

## Altri progetti

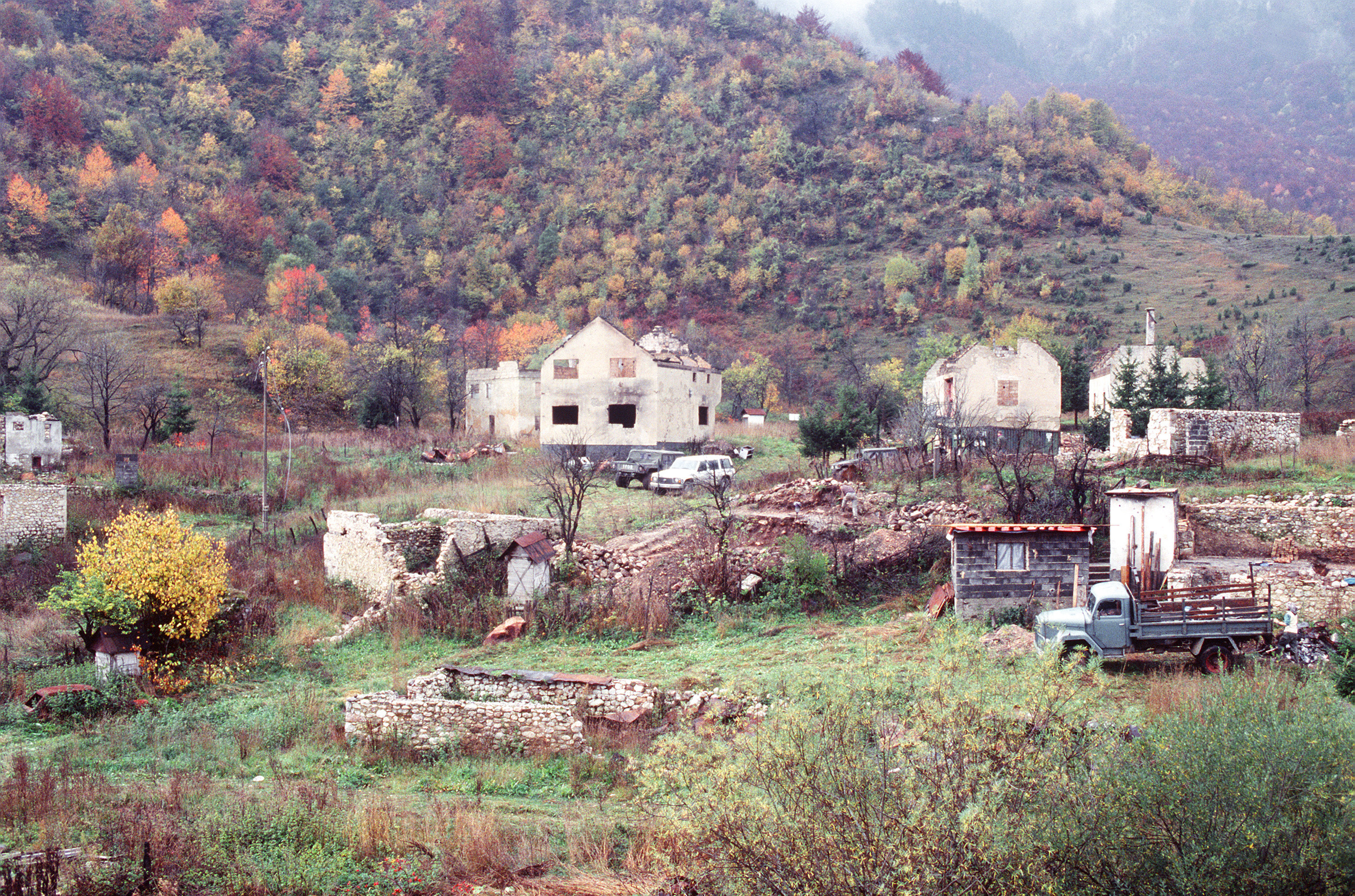
Rovine a Trnovo nel 1996